# فاو غرب
قرية فاو غرب هي إحدى القرى التابعة لمركز دشنا في محافظة قنا في جمهورية مصر العربية. حسب إحصاءات سنة 2006، بلغ إجمالي السكان في فاو غرب 8141 نسمة، منهم 4180 رجل و3961 امرأة.